# Halima Hachlaf
Halima Hachlaf (Arabisch: حليمة حشلاف) (Boumia, Morocco, 6 september 1988) is een atleet uit Marokko.
Op de Middellandse Zeespelen in 2009 won Hachlaf een zilveren medaille op de 800 meter.
Op de Olympische Zomerspelen van Londen in 2012 liep Hachlaf voor Marokko de 800 meter. Ze eindigde als vierde in de halve finale.

## Persoonlijke records
Outdoor
| Onderdeel | Prestatie | Datum      | Plaats |
| --------- | --------- | ---------- | ------ |
| 400 meter | 53,22     | 8 mei 2010 | Rabat  |

Indoor
| Onderdeel | Prestatie | Datum            | Plaats  |
| --------- | --------- | ---------------- | ------- |
| 800 meter | 2:03.35   | 13 februari 2010 | Leipzig |

bron

## Privé
Halima Hachlaf is de jongere zus van de Olympische middellangeafstandsloper Abdelkader Hachlaf.
- World Athletics: 14290676